# Ludwin (gemeente)
De gemeente Ludwin is een landgemeente in het Poolse woiwodschap Lublin, in powiat Łęczyński.
De zetel van de gemeente is in Ludwin.
Op 30 juni 2004 telde de gemeente 4981 inwoners.

## Oppervlakte gegevens
In 2002 bedroeg de totale oppervlakte van gemeente Ludwin 120,51 km², waarvan:
- agrarisch gebied: 70%
- bossen: 14%

De gemeente beslaat 19,02% van de totale oppervlakte van de powiat.

## Demografie
Stand op 30 juni 2004:
| Omschrijving                   | Totaal | Totaal | Vrouwen | Vrouwen | Mannen | Mannen |
| ------------------------------ | ------ | ------ | ------- | ------- | ------ | ------ |
| eenheid                        | aantal | %      | aantal  | %       | aantal | %      |
| inwoners                       | 4981   | 100    | 2425    | 48,7    | 2556   | 51,3   |
| bevolkingsdichtheid (inw./km²) | 41,3   | 41,3   | 20,1    | 20,1    | 21,2   | 21,2   |

In 2002 bedroeg het gemiddelde inkomen per inwoner 1488,63 zł.

## Aangrenzende gemeenten
Cyców, Łęczna, Ostrów Lubelski, Puchaczów, Sosnowica, Spiczyn, Urszulin, Uścimów